# Jan Błędowski
Jan Błędowski (ur. 11 lipca 1954) – polski skrzypek, kompozytor, założyciel i wieloletni lider supergrupy Krzak.
Jest uznawany za jednego z czołowych skrzypków europejskich. 
Grał i nagrywał z grupami i muzykami polskimi, m.in.: Krzak, Czesław Niemen, SBB, Laboratorium, Republika, Ireneusz Dudek (Blues Band, Shakin’ Dudi), Nocna Zmiana Bluesa. W Niemczech z: Blues Express, Blues Power Orchestra, Tide, Schau Pau i Sczepanski B-Injection. Od wielu lat mieszka w Niemczech.
W swoim dorobku posiada wiele nagranych płyt, w tym dwie złote z grupą Krzak (w 1981) i jedną z Nocną Zmianą Bluesa (Koncert W Suwałkach; złota płyta 19.10.2011).